# Distretto di Jomoro
Il distretto di Jomoro (ufficialmente Jomoro District, in inglese) è un distretto della Regione Occidentale del Ghana.